# Karl Grönstedt

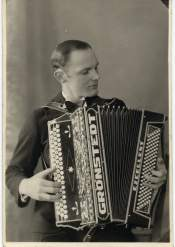

Karl Johan Grönstedt, född 18 februari 1912 i Nora, Ångermanland, död 13 juni 1983 i Högalids församling, Stockholm, var en svensk dragspelare.
Han räknas bland de främsta dragspelarna i Sverige och började spela dansmusik som tolvåring. Förutom att bli svensk mästare i dragspel 1933 fick han ett tiotal förstapriser i andra tävlingar åren 1932–1944. I början av 1930-talet kom han till Stockholm och spelade på Vanadisteatern, Kastenhof och Virveln. Han hade en egen orkester som 1936–1941 var baserad i Ådalen. Brodern Erling Grönstedt var också dragspelare.
Karl Grönstedt har komponerat mycket dragspelsmusik, bland annat de välkända Månsken över Ångermanälven, Hoppa lätt och Spelmansvalsen. Han medverkade i filmen 100 dragspel och en flicka.
Grönstedt omnämns i Povel Ramels Birth of the gammeldans från revyn På avigan (1966).
Karl Grönstedt drev butik  på Borgargatan 4 fram till 1975 i en gatulokal som sedermera Högalids Bilservice tog över.